# 宾夕法尼亚州州长官邸纵火案
2025年4月13日星期日凌晨约2点，正值逾越节的第一晚，宾夕法尼亚州州长官邸在州长乔什·夏皮罗与家人熟睡时遭人为纵火，嫌疑人是38岁的科迪·艾伦·巴尔默，已被控恐怖主义、谋杀未遂、加重纵火和加重袭击等罪名。
据警方称，夏皮罗一家在案发前几个小时刚刚参加完逾越节晚餐。巴尔默供述称，原计划若遇到夏皮罗将持小型锤攻击他，此外他还使用了两枚燃烧瓶纵火。

## 被告
巴尔默一直居住在彭布鲁克且自小在那里长大，少年时期曾就读于道芬县技术学校。
巴尔默自2015年以来在道芬县有多项犯罪记录，例如根据彭布鲁克警方的一份宣誓书，警方于2023年1月曾接报前往巴尔默家中处理一起家庭暴力事件。巴尔默向警方表示，他曾试图服药自杀且吞下一整瓶药片，随后与妻子发生争执，并与试图劝阻的13岁儿子发生肢体冲突。
据其兄弟透露，巴尔默曾被诊断患有躁郁症，但他拒绝接受这一诊断，因此常常拒绝服药。他坚信嫂子是女巫，并因催促他接受精神治疗而对其心怀怨恨，认为她对自己下了咒。
巴尔默被捕时因突发健康问题被送往当地医院接受治疗。其母克里斯蒂·巴尔默随后在接受CBS新闻采访时表示儿子患有精神分裂症和躁郁症，并称他“已停止服药”。巴尔默长期受精神疾病困扰，曾两次住院治疗。
据其兄弟透露，巴尔默原为政治独立人士，直到2024年才开始试图说服家人支持唐纳德·特朗普。事发后，州警在申请搜查令时指出，巴尔默袭击夏皮罗是因其“认为夏皮罗对巴勒斯坦人民存在不公”。此前巴尔默在一次拨打911的电话中称夏皮罗是个“怪物”，让他的朋友被害、让自己的族群受苦，并表示他不会参与夏皮罗对巴勒斯坦人的“计划”。
特朗普总统则称巴尔默“可能只是个疯子”。4月18日，夏皮罗指出此次袭击暴露了“安保漏洞”，并表示事发后未收到特朗普的慰问。4月19日，特朗普致电夏皮罗，夏皮罗称这通电话“非常得体”。